# Tỉnh ủy Đắk Nông
Tỉnh ủy Đắk Nông hay còn được gọi Ban chấp hành Đảng bộ tỉnh Đắk Nông là cơ quan lãnh đạo cao nhất của Đảng bộ tỉnh Đắk Nông giữa hai kỳ đại hội đại biểu Đảng bộ tỉnh Đắk Nông, do Đại hội Đại biểu Đảng bộ tỉnh bầu.
Tỉnh ủy Đắk Nông có chức năng thi hành nghị quyết, quyết định của Đại hội Đại biểu Đảng bộ tỉnh Đắk Nông, Ban Chấp hành Trung ương Đảng, Ban Bí thư và Bộ Chính trị.
Đứng đầu Tỉnh ủy là Bí thư Tỉnh ủy và thường là ủy viên Ban chấp hành Trung ương Đảng. Bí thư hiện tại là ông Ngô Thanh Danh.